# Arsenura kaechi
Arsenura kaechi is een vlinder uit de onderfamilie Arsenurinae van de familie nachtpauwogen (Saturniidae).
De wetenschappelijke naam van de soort is voor het eerst geldig gepubliceerd in 2010 door Ronald Brechlin & Frank Meister.

## Type
- holotype: "male, 14.VIII.2006.leg. H. Käch. GU-RBP 2010-1001"
- instituut: MWM. München, Duitsland
- typelocatie: "Ecuador, Napo Province, Eastern Cordillera, Cosanga, 00°34S, 77°52'W., 2150 m"

## Synoniemen
- Arsenura cymonia Rothschild, 1907 (pro parte)